# Nord-Pas-de-Calais
Nord-Pas-de-Calais Franciaország egyik régiója volt 2015. végéig, az ország északi részén. 2016. január 1-jén Nord-Pas-de-Calais és Pikárdia egyesült, mindkettő az újonnan alakult Hauts-de-France közigazgatási régió része lett.

## Története
Az őskor óta lakott régiónak mindig is stratégiai jelentősége volt és gyakran vált harctérré. Az évszázadok során hódítóként jelentek meg a kelta belgák, a rómaiak, a germán frankok, Anglia, Spanyolország. Utoljára Franciaországhoz csatolták a területet a 18. század elején, de a Német Birodalom átmenetileg megszállta őket mindkét világháborúban.
A középkorban Pas-de-Calais megye a Boulogne-i és az Artois-i grófság volt, Nord megye pedig a Flandriai grófság és az Hainaut-i grófság déli része volt. Boulogne, Artois és Flandria a francia korona hűbéresei voltak, míg Hainaut a Német-római Birodalomhoz tartozott. Calais 1347 és 1558 között angol birtok volt, majd visszakerült a francia korona birtokába. A 15. században Calais-t kivéve az összes területet egyesítette a Burgundi Hercegség. Ehhez a hercegséghez további területek is tartoztak a mai Észak-Franciaországban, Belgiumban, Luxemburgban és Hollandiában. 1477-ben, Merész Károly burgundi herceg halála után Boulonnais-t és Artois-t elfoglalta a francia korona, míg Flandriát és Hainaut-t Merész Károly leánya, Mária örökölte. Nem sokkal ezután, 1492-ben, Artois-t a franciák átadták Mária fiának, Szép Fülöpnek. Ez része volt VIII. Károly francia király azon próbálkozásának, hogy biztosítsa Szép Fülöp apjának, Miksa császárnak semlegességét a franciák küszöbön álló itáliai inváziójával szemben.
Ily módon a mai Nord-Pas-de-Calais régió legnagyobb része újraegyesült a többi, burgund örökséget képező területtel és Mária házassága révén Habsburg birtok lett. Szerves része volt a németalföldi tizenhét tartománynak, amelyet Szép Fülöp fia, V. Károly német-római császár uralkodása idején alakítottak ki, és amelyeket Károly átadott fiának, II. Fülöp spanyol királynak. Az itáliai háborúk idején e régióban is harcolt egymással Franciaország és Spanyolország. Amikor 1566-ban Németalföld fellázadt a spanyol uralom ellen, a mai Nord-Pas-de-Calais vidéke hű maradt a spanyol koronához, bázisa volt a pármai hercegnek, aki végül legalább Németalföld déli részét spanyol uralom alatt tudta tartani. A francia vallásháborúk idején a francia katolikusokat támogató spanyolok bázisa volt a terület.
A 17. századi francia-spanyol háborúk idején (1635–1659, 1667–1668, 1672–1678, 1688–1697) Nord-Pas-de-Calais vidéke volt a fő harctér és fokozatosan francia megszállás alá került. Kezdődött Artois bekebelezésével 1659-ben. A mai Nord megye legnagyobb része az 1678-as nijmegeni békével került francia birtokba. A mai államhatár nagyjából az 1697-es rijswijki béke óta létezik.
Flandria, Artois és Pikárdia francia tartományokat a francia forradalom idején, 1789-ben két megyére osztották. Napóleon uralma idején a francia határokon belülre került egész Flandria és a mai Belgium. 1815-ben a bécsi kongresszus visszaállította a Napóleon előtti francia határt.
A 19. században erősen iparosodott a régió. Franciaország második legjelentősebb iparvidéke lett Elzász-Lotharingia után. AZ 1870-es francia-porosz háború alig érintette a régiót, sőt, megszilárdította vezető szerepét a francia iparon belül, mert Elzász-Lotharingiát Németország meghódította. A 20. században viszont mindkét világháborút nagyon megszenvedte a régió.